# Жереми Фо-Поре
Жереми Фо-Поре (на френски език - Jérémy Faug-Porret) е френски футболист, защитник.

## Кариера
На 16-годишна възраст преминава от школата на Олимпик Лион в тази на Валанс. През 2005 г. Валанс е в несъстоятелност и Фо-Поре подписва с Шамбери.
Две години по-късно, преминава във Вобан Страсбург като в същото време учи физическа подготовка и управление на спорта. През 2010 г. е привлечен в РК Страсбург, където е едновременно футболист и фитнес треньор. Той става стълб в отбраната с 24 шампионатни изяви , а тима завършва в горната част на класирането в края на сезона. Присъединява се към Черноморец (Бургас) в края на юли 2011 със свободен трансфер. Напуска клуба през юни 2013 г., след като договорът му изтича.

## Статистика по сезони[7]
| Сезон   | Отбор           | Първенство | Мачове | Голове |
| ------- | --------------- | ---------- | ------ | ------ |
| 2011/12 | Черноморец (Бс) | А група    | 26     | 1      |
| 2012/13 | Черноморец (Бс) | А група    | 15     | 0      |
| 2013/14 | ЦСКА (Сф)       | А група    | 26     | 0      |